# Jan Iwański
Jan Iwański (ur. w 1902, zm. ?) – polski lekkoatleta, specjalizujący się w biegach sprinterskich.

## Osiągnięcia
- Mistrzostwa Polski seniorów w lekkoatletyce (4 medale)[2]
  - Królewska Huta 1931
    - złoty medal w sztafecie 4 × 400 m
    - srebrny medal w biegu na 400 m

  - Warszawa 1932
    - złoty medal w sztafecie 4 × 400 m

  - Bydgoszcz 1933
    - złoty medal w sztafecie 4 × 400 m

Rekordy życiowe:
400 m - 51,9; 400 m ppł. - 63 s.
Zawodowy wojskowy, zaginął w czasie wojny.